# Canaviais
Canaviais es una freguesia portuguesa del concelho de Évora, con 14,43 km² de superficie y  habitantes (2001). Su densidad de población es de 208,0 hab/km².